# Pskóvskoie
Pskóvskoie - Псковское (rus) - és un poble de l'óblast de Bélgorod, a Rússia. El 2021 tenia 245 habitants. Pertany al districte (raion) de Rakítnoie.